# イエロー・シャーク
『イエロー・シャーク』（原題：The Yellow Shark）は、フランク・ザッパが1993年11月に発表したアルバム。1992年9月、ドイツの室内楽団アンサンブル・モデルンが「The Yellow Shark」と題されたコンサートでザッパの曲を演奏し、本作にはその時のライブ音源が収録された。ザッパはプロデュースに加えて、一部の曲で指揮も担当している。なお、ザッパは1993年12月4日に死去しており、本作が生前最後のリリースとなった。

## 背景
ザッパが過去に発表した曲のオーケストラ・アレンジ版と、新曲が収録された。コンサート及びアルバムのタイトルは、ザッパのリスニング・ルームに置かれていたガラス繊維製の魚の模型に由来している。
1991年7月、アンサンブル・モデルンはロサンゼルスを訪れてザッパ所有のスタジオ「ジョーズ・ガレージ・スタジオ」で2週間リハーサルを行い、更に1992年7月には、逆にザッパがドイツを訪れてアンサンブル・モデルンと共に2週間リハーサルを行った。ザッパの没後の1999年に発表されたアルバム『Everything Is Healing Nicely』には、本プロジェクトのために行われたリハーサルの録音が収録されている。
「The Yellow Shark」と題されたコンサートは、1992年9月17日から19日にフランクフルト公演、22日と23日にベルリン公演、26日から28日にウィーン公演という日程で行われた。そのうちフランクフルト公演の初日と3日目にはザッパ本人も出演し、司会や一部の曲の指揮を担当した。しかし、当時ザッパの健康状態は悪化しており、フランクフルト公演のうちの2日目や、その後のベルリン公演及びウィーン公演はザッパ抜きで行われた。

## 反響・評価
アメリカでは『ビルボード』のクラシカル・クロスオーヴァー・チャートで2位を記録した。また、オーストリア、ドイツ、オランダでは総合アルバム・チャート入りしている。
François Coutureはオールミュージックにおいて5点満点中4点を付け「この男のロック・ミュージックを愛する平均的なファンは、恐らく『イエロー・シャーク』に戸惑うだろうが、彼のシリアスな音楽に興味のある人々には、『ロンドン・シンフォニー・オーケストラ』や『オーケストラル・フェイヴァリッツ』といったアルバム以上に必携のアイテムである」と評している。また、トム・ウェイツは2005年3月20日付の『オブザーバー』紙において、本作を「彼の最後の大傑作だ。畏敬すべきアンサンブルだよ」と評している。

## 収録曲
全曲ともフランク・ザッパ作（ただし1.は楽曲でなくMC）。
1. イントロ ("Intro") - 1:43
2. ドッグ・ブレス・ヴァリエーションズ ("Dog Breath Variations") - 2:07
3. アンクル・ミート ("Uncle Meat") - 3:24
4. アウトレイジ・アット・ヴァルデズ ("Outrage at Valdez") - 3:27
5. タイムズ・ビーチ2 ("Times Beach II") - 7:31
6. スリー・リヴァイズド ("III Revised") - 1:45
7. ザ・ガール・イン・ザ・マグネシウム・ドレス ("The Girl in the Magnesium Dress") - 4:33
8. ビー・バップ・タンゴ ("Be-Bop Tango") - 3:43
9. 壺の中の眠り ("Ruth Is Sleeping") - 5:56
10. ナン・オブ・ジ・アバーヴ ("None of the Above") - 2:17
11. ペンタゴン・アフタヌーン ("Pentagon Afternoon") - 2:28
12. クエスティ・カッツイ・ディ・ピッチョーネ ("Questi Cazzi Di Piccione") - 3:03
13. タイムズ・ビーチ3 ("Times Beach III") - 4:26
14. フード・ギャザリング・イン・ポスト・インダストリアル・アメリカ1992 ("Food Gathering in Post-Industrial America, 1992") - 2:52
15. ウェルカム・トゥ・ザ・ユナイテッド・ステイツ ("Welcome to the United States") - 6:39
16. パウンド・フォー・ア・ブラウン ("Pound for a Brown") - 2:12
17. エクササイズ#4 ("Exercise #4") - 1:37
18. ゲット・ホワイティ ("Get Whitey") - 7:00
19. G-スポット・トルネード ("G-Spot Tornado") - 5:17

## 参加ミュージシャン
- フランク・ザッパ - 指揮(on 14. 15. 19.)、プロデュース
- Ali N. Askin - アレンジ(on 2. 3. 7. 8. 9. 19.)
- アンサンブル・モデルン
  - Peter Rundel - 指揮、ヴァイオリン
  - Dietmar Wiesner - フルート
  - Catherine Milliken - オーボエ、イングリッシュホルン、ディジュリドゥ
  - Roland Diry - クラリネット
  - Wolfgang Stryi - バスクラリネット、テナー・サクソフォーン、コントラバスクラリネット
  - Veit Scholz - バスーン、コントラバスーン
  - Franck Ollu - ホルン
  - Stefan Dohr - ホルン
  - William Formann - トランペット、フリューゲルホルン、ピッコロトランペット、コルネット
  - Michael Gross - トランペット、フリューゲルホルン、ピッコロトランペット、コルネット
  - Uwe Dierksen - トロンボーン、ソプラノ・トロンボーン
  - Michael Svoboda - トロンボーン、ユーフォニアム、ディジュリドゥ、アルプホルン
  - Daryl Smith - チューバ
  - Herman Kretzschmar - チェレスタ、ハープシコード、ヴォイス、ピアノ
  - Ueli Wiget - チェレスタ、ハープシコード、ハープ、ピアノ
  - Rainer Römer - パーカッション
  - Rumi Ogawa-Helferich- パーカッション、ツィンバロム
  - Andreas Böttger - パーカッション
  - Detlef Tewes - マンドリン
  - Jürgen Ruck - ギター、バンジョー
  - Ellen Wegner - ハープ
  - Mathias Tacke - ヴァイオリン
  - Claudia Sack - ヴァイオリン
  - Hilary Sturt - ヴィオラ、ヴォイス
  - Friedemann Dähn - チェロ
  - Thomas Fichter - コントラバス、エレクトロコントラバス